# 哈爾科夫合唱猶太會堂
哈爾科夫合唱猶太會堂（烏克蘭語：Харківська хоральна синагога）是烏克蘭哈爾科夫的一座猶太會堂，也是烏克蘭最大的猶太會堂。

## 歷史
這座猶太會堂的修建工程開始於1909年。在經過公開競標之後，聖彼得堡建築家雅科夫·格威爾茨（Yakov Gevirts）的設計方案中選。建築竣工於1913年，耗資15萬盧布。1923年，猶太會堂被關閉，且被政府國有，由第三國際的猶太工人俱樂部使用。此後這座建築有過多種用途，包括俱樂部、電影院和體育場館。直到1990年，這座建築才恢復其宗教用途。 
蘇聯解體之後，眾多猶太人團體爭奪這座猶太會堂的控制權。愛德華·霍多斯（Edward Khodos）創建了一個代表猶太教改革派成員的組織，並聲稱控制了猶太會堂。而哈巴德的代表則提出了相反的主張。此後一段時期內，兩個團體都在會堂內活動。1993年，霍多斯在猶太會堂二樓活動。據報告稱他在那裡經營他的古董店，並且為當地兒童在週五晚間開設有踢拳俱樂部。
1998年，猶太會堂發生火災，之後猶太會堂正式轉交給哈巴德，並展開大規模翻新。2003年，猶太會堂完成翻新。

## 建築
這座建築的設計特徵融合了羅馬-哥德式建築、哥德復興式建築和伊斯蘭建築。哈爾科夫建築學會稱這座建築「令人想到古代巴勒斯坦的巨大城牆」。
建築圓頂高138英尺（42），長50（160英尺），總面積有2,067平方（22,250平方英尺）。和街區的其它建築不同，合唱猶太會堂遠離街道，以符合當地要求猶太會堂和教堂及其它宗教建築保持一定距離的法律。

## 現在的猶太會堂
合唱猶太會堂是哈爾科夫猶太人生活的中心，也是重要的城市地標。每逢猶太人節日，猶太人和非猶太人都在這裡慶祝。光明節的慶祝活動吸引州長阿森·阿瓦科夫參加，全國媒體亦有報道。其它活動包括向哈爾科夫的第二次世界大戰猶太人老兵致敬。
猶太會堂由哈巴德運營，其在哈爾科夫的總部亦設在會堂內。哈巴德亦運營了浸禮池和葉史瓦。猶太會堂的現任拉比摩西·莫斯科維茨（Moshe Moskovitz）也是哈爾科夫的首席拉比。哈巴德還運營有一家有500名猶太兒童就讀的學校，以及有70位兒童的幼稚園。
哈爾科夫前市長根納季·克爾涅斯出席過猶太會堂的普珥節慶祝活動，並且參加過莫斯科維茨拉比女兒的婚禮。